# Ilex canariensis
O azevinho (Ilex canariensis) é uma planta da família Aquifoliaceae, espécie endémica da ilha da Madeira.
O azevinho da floresta da Laurissilva do Barbusano apresenta-se como uma árvores de até 6,5 metros de altura, perenifólia, de tronco acinzentado. As folhas apresentam-se ovadas a ovado-lanceoladas, brilhantes e inteiras. As folhas enquanto jovens podem ser espinhosas.
As flores são pequenas, com 4 pétalas brancas, reunidas em inflorescências axilares. Os frutos do Azevinho são globosos e vermelhos.
Trata-se de uma espécie endémica da ilha da Madeira e das Canárias, característica da floresta da Laurissilva do Barbusano.
Apresenta floração entre Maio a Junho.
Ao longo dos tempos a sua madeira, devido ao seu tom amarelado, foi utilizada em embutidos e em pequenas peças de marcenaria. Os ramos devido aos seus frutos de cor vermelha eram utilizados usados nas decorações natalícias.